# Leven, East Riding of Yorkshire
Leven är en by och en civil parish i kommunen East Riding of Yorkshire i England. Orten har 2 433 invånare (2011). Byn nämndes i Domedagsboken (Domesday Book) år 1086, och kallades då Leuene.